# Liste des sites classés et inscrits de la Loire
Cet article présente les sites classés et inscrits de la Loire, en France.

## Liste

### Sites classés
En 2024, la Loire compte 10 sites classés,,. Ils couvrent au total 2 996,34 ha, soit 0,6 % du département, la quasi-totalité de cette superficie étant réalisée par les seuls sites des gorges de la Loire et des crêts du Pilat.
| Site                                                            | Communes                                                                                 | Date            | Superficie (ha) | Critères et notes | Coordonnées                 | Photo |
| --------------------------------------------------------------- | ---------------------------------------------------------------------------------------- | --------------- | --------------- | --- | --------------------------- | ----- |
| Rochers de Noirétable                                           | Balbigny, Cervières, Noirétable, Saint-Didier-sur-Rochefort, Les Salles, Vêtre-sur-Anzon | 8 juillet 1910  | 0,08            | Artistique Ensemble de treize rochers (ou ensemble de rochers), dispersés sur les six communes. | 45° 48′ 34″ N, 3° 48′ 39″ E |       |
| Gorges de la Loire                                              | Caloire, Chambles, Saint-Rambert-sur-Loire, Saint-Étienne-sur-Loire, Unieux              | 15 mars 1999    | 1 604,31        | Pittoresque Le site classé concerne les gorges entre le pont du Pertuiset et le barrage de Grangent. Il inclut la réserve naturelle régionale des gorges de la Loire et est entouré d'un site inscrit protégeant les plateaux périphériques aux gorges. | 45° 26′ 20″ N, 4° 14′ 56″ E |       |
| Crêts du Pilat                                                  | Colombier, Doizieux, Graix, Pélussin, Roisey, La Valla-en-Gier, Véranne                  | 21 août 2015    | 1 387,25        | Pittoresque | 45° 23′ 02″ N, 4° 35′ 19″ E |       |
| Donjon du Crozet (pl) et ses abords                             | Le Crozet                                                                                | 8 juin 1950     | 0,2             | Tout critère Le donjon est un monument historique inscrit. | 46° 10′ 16″ N, 3° 51′ 23″ E |       |
| Porte de ville et facades du vieux Dargoire                     | Dargoire                                                                                 | 26 juillet 1946 | 0,08            | Pittoresque | 45° 33′ 37″ N, 4° 40′ 04″ E |       |
| Rocher et ruines du château de Rochetaillée                     | Saint-Étienne                                                                            | 2 janvier 1942  | 0,15            | Tout critère Le château est un monument historique inscrit. | 45° 24′ 37″ N, 4° 26′ 46″ E |       |
| Chemin des remparts de Saint-Haon-le-Chatel                     | Saint-Haon-le-Châtel                                                                     | 25 février 1947 | 1,36            | Tout critère La protection concerne le chemin entourant les remparts, les façades de bordure et les terrains situés en contrebas. Les remparts forment un monument historique inscrit.                                                                  | 46° 03′ 59″ N, 3° 54′ 50″ E |       |
| Ruines du château féodal de Saint-Maurice-sur-Loire et terrasse | Saint-Jean-Saint-Maurice-sur-Loire                                                       | 8 juin 1950     | 0,09            | Tout critère | 45° 57′ 53″ N, 4° 00′ 39″ E |       |
| Château de Sury-le-Comtal, jardin et pièce d'eau                | Sury-le-Comtal                                                                           | 22 mars 1985    | 2,8             | Historique, pittoresque Le site classé est entouré, principalement à l'ouest, par un site inscrit couvrant les abords du parc. Le château est un monument historique classé.                                                                            | 45° 32′ 20″ N, 4° 10′ 55″ E |       |
| Remparts, porte de Bise et tours                                | Villerest                                                                                | 30 juillet 1946 | 0,02            | Pittoresque Le site classé est complété par un site inscrit. | 45° 59′ 39″ N, 4° 02′ 16″ E |       |

### Sites inscrits

#### Sites actuels
En 2024, la Loire compte 23 sites inscrits,. Ils couvrent au total 4 976,50 ha, soit 1,0 % du département.
| Site                                                         | Communes | Date              | Superficie (ha) | Critères et notes                                                             | Coordonnées                 | Photo |
| ------------------------------------------------------------ | --- | ----------------- | --------------- | ----------------------------------------------------------------------------- | --------------------------- | ----- |
| Château et site de Cornillon                                 | Caloire, Saint-Paul-en-Cornillon                                                                                       | 22 janvier 1947   | 32,97           | Le château est un monument historique inscrit.                                | 45° 24′ 01″ N, 4° 14′ 16″ E |       |
| Plateaux entre Velay et Forez bordant les gorges de la Loire | Caloire, Chambles, Saint-Just-Saint-Rambert, Saint-Maurice-en-Gourgois, Saint-Paul-en-Cornillon, Saint-Étienne, Unieux | 13 septembre 1999 | 3 055,51        | Le site inscrit entoure le site classé des gorges de la Loire.                | 45° 25′ 32″ N, 4° 15′ 09″ E |       |
| Village de Cervières et ses abords                           | Cervières | 7 octobre 1946    | 36,69           |                                                                               | 45° 50′ 48″ N, 3° 46′ 19″ E |       |
| Château des Cornes d'Urfé et abords                          | Champoly | 26 juillet 1946   | 58,33           |                                                                               | 45° 52′ 08″ N, 3° 51′ 21″ E |       |
| Village de Montarcher et ses abords                          | La Chapelle-en-Lafaye, Montarcher                                                                                      | 16 juin 1946      | 173,59          |                                                                               | 45° 27′ 13″ N, 3° 59′ 39″ E |       |
| Pierre sur Autre et ses abords                               | Jas | 8 mai 1946        | 2,81            |                                                                               | 45° 45′ 00″ N, 4° 18′ 09″ E |       |
| Place du Chapitre et ses abords                              | Leigneux | 10 novembre 1973  | 5,14            |                                                                               | 45° 45′ 04″ N, 3° 58′ 38″ E |       |
| Château de Montrond et ses abords                            | Montrond-les-Bains | 22 février 1946   | 5,63            | Le château est un monument historique inscrit.                                | 45° 38′ 29″ N, 4° 13′ 56″ E |       |
| Mont, église et prieuré de Montverdun                        | Montverdun | 5 mai 1947        | 19,58           | Le prieuré est un monument historique classé.                                 | 45° 43′ 03″ N, 4° 03′ 57″ E |       |
| Bourg de Pommiers et ses abords                              | Pommiers-en-Forez | 12 juillet 1945   | 17,36           |                                                                               | 45° 49′ 41″ N, 4° 03′ 52″ E |       |
| Vallée du Renaison                                           | Renaison | 30 mai 1979       | 1 248,2         |                                                                               | 46° 02′ 29″ N, 3° 53′ 22″ E |       |
| Centre ancien de Roanne                                      | Roanne | 14 mars 1986      | 22,21           |                                                                               | 46° 02′ 11″ N, 4° 04′ 15″ E |       |
| Abords du château et village de Couzan                       | Sail-sous-Couzan | 22 août 1947      | 98,72           | Le château est un monument historique classé.                                 | 45° 43′ 38″ N, 3° 57′ 57″ E |       |
| Col de la République, lieu-dit Trois-Croix et leurs abords   | Saint-Genest-Malifaux, La Versanne                                                                                     | 5 juillet 1946    | 59,69           |                                                                               | 45° 19′ 32″ N, 4° 28′ 56″ E |       |
| Hameau de Rochefort                                          | Saint-Laurent-Rochefort                                                                                                | 17 mars 1948      | 32,66           |                                                                               | 45° 46′ 51″ N, 3° 54′ 28″ E |       |
| Château, parc et église de Saint-Marcel-de-Félines           | Saint-Marcel-de-Félines                                                                                                | 19 avril 1947     | 5,71            | Le château est un monument historique classé.                                 | 45° 52′ 12″ N, 4° 11′ 30″ E |       |
| Château-Grillet et Pontcin                                   | Saint-Michel-sur-Rhône, Vérin                                                                                          | 15 mai 1976       | 13,59           |                                                                               | 45° 26′ 58″ N, 4° 45′ 04″ E |       |
| Ruines du château de Donzy et roc qui les supporte           | Salt-en-Donzy | 12 mars 1946      | 30 467,86       |                                                                               | 45° 44′ 51″ N, 4° 17′ 00″ E |       |
| Château de Sury-le-Comtal, parc et abords                    | Sury-le-Comtal | 4 février 1982    | 69,66           | Le site inscrit entoure, principalement à l'ouest, le site classé.            | 45° 32′ 14″ N, 4° 10′ 42″ E |       |
| Site en bordure de la RN 498                                 | Usson-en-Forez | 18 octobre 1946   | 0,62            | Le site protège une maison à échauguettes qui a disparu depuis l'inscription. | 45° 23′ 21″ N, 3° 56′ 26″ E |       |
| Vestiges du château d'Usson-en-Forez et porte de la ville    | Usson-en-Forez | 18 octobre 1946   | 0,08            |                                                                               | 45° 23′ 28″ N, 3° 56′ 29″ E |       |
| Remparts et porte de Bise                                    | Villerest | 30 juillet 1946   | 0,18            | Le site inscrit complète le site classé.                                      | 45° 59′ 39″ N, 4° 02′ 16″ E |       |
| Château de Vougy et son parc                                 | Vougy | 5 mai 1947        | 14,52           | Le château est un monument historique classé.                                 | 46° 07′ 03″ N, 4° 06′ 50″ E |       |

#### Anciens sites
Quatre sites de l'Isère, précédemment inscrits, ont été radiés en 2022 et requalifiés en sites patrimoniaux remarquables :
- Le Crozet : abords du donjon
- Malleval : promontoire féodal
- Pélussin : quartier ancien de Virieu
- Saint-Bonnet-le-Château :
  - Terrains situés en contrebas de la route nationale au nord du bourg
  - Vieux quartiers
- Sainte-Croix-en-Jarez : ancienne chartreuse et abords
- Saint-Haon-le-Châtel : chemin des remparts, façades en bordure et terrains situés en contrebas